# Frank Dancewicz
Francis Joseph Dancewicz, detto Boley (Lynn, 3 ottobre 1924 – Boston, 26 giugno 1985), è stato un giocatore di football americano statunitense che ha giocato nel ruolo di quarterback per tutta la carriera con i Boston Yanks della National Football League (NFL). Fu la prima scelta assoluta del Draft NFL 1946 da parte degli Yanks. Al college giocò a football all'Università di Notre Dame.

## Carriera professionistica
Dancewicz fu scelto dai Boston Yanks come primo assoluto nel Draft NFL 1946. Giocò con la squadra per tre stagioni e 23 partite, passando 12 touchdown e subendo 29 intercetti. Si ritirò dopo la stagione 1948.

## Vittorie e premi
Nessubo

## Statistiche
| Yard passate  | 1 551 |
| Touchdown     | 12    |
| Intercetti    | 29    |
| Passer rating | 40,1  |